# Badara Sène
Pour les articles homonymes, voir Sène.
Cet article concerne un footballeur sénégalais. Pour l'arbitre de football, voir Badara Sène (arbitre).
Badara Sène , né le 19 novembre 1984, est un joueur de football international sénégalais. Il évolue au poste de milieu de terrain.

## Biographie

### Carrière professionnelle
Séne est formé au club du FC Sochaux-Montbéliard et c'est sous le maillot de ce club qu'il dispute son premier match professionnel en Ligue 1 le 4 janvier 2006 contre le Paris SG. Pour le premier match professionnel de sa carrière, il est titularisé en milieu défensif au côté de Romain Pitau et marque le but de l'égalisation sur une passe de Philippe Brunel mais le club s'incline trois buts à un. Malgré un but dès son premier match, il ne joue que cinq matchs lors de la seconde partie de saison dont trois en championnat. Joueur prometteur, il est appelé en sélection nationale dès 2007.
La saison suivante, il prend part à trente matchs dont vingt-cinq en championnat et participe à deux matchs de Coupe de France que Sochaux remporte en fin de saison mais Sène ne fait pas partie du groupe pour la finale face à l'Olympique de Marseille. Il joue cependant le Trophée des Champions lors duquel Sochaux s'incline deux buts à un face à l'Olympique lyonnais.
La saison suivante, il joue son premier match européen, étant titularisé lors du match aller du premier tour de Coupe de l'UEFA contre le Panionios, défaite deux buts à zéro.
À la suite de l'arrivée de Francis Gillot, il est écarté de l'équipe première de Sochaux. Ainsi, il est prêté sans option d'achat à l'En Avant Guingamp en Ligue 2 pour la saison 2008-2009. Cette saison est faste pour lui puisqu'il remporte la Coupe de France, en inscrivant le but de la qualification lors des dernières minutes de la demi-finale jouée face au Toulouse FC.
De retour à Sochaux, il est prêté le dernier jour du mercato estival, au MUC 72 pour pallier le départ de Mathieu Coutadeur. Malgré un but inscrit dès son premier match sous les couleurs mancelles, il ne parvient pas à s'imposer et l'option d'achat n'est pas levée. Il retrouve une nouvelle fois le club sochalien et l'entraîneur Gillot mais ne fait toujours pas partie de ses plans.

### Passage par les division amateurs
En 2011, il signe pour le FC Alle, en cinquième division suisse. Il marque à sept reprises en seize rencontres avant de quitter le club en fin de saison.
Après un passage éclaire au FC Mulhouse, il s'engage au SR Délémont dès septembre qui évolue en troisième division suisse. En mars 2013, il rejoint le FC Laufen, en cinquième division. Il y reste trois saisons avant de rejoindre le FC Porrentruy dans la même division.
En 2020, il signe au FC Villers-le-lac, qui évolue en Régional 3.

### Carrière en sélection
Il joue son premier match avec l'équipe nationale du Sénégal en février 2007 en étant titularisé face au Bénin lors d'une victoire deux buts un en match amical. Il est de nouveau appelé en juin et entre en jeu lors d'une victoire trois buts à deux contre le Malawi et lors du match nul et vierge contre le Mozambique. Il joue son quatrième et dernier match international contre le Ghana en août 2007.

## Palmarès
- Finaliste du Trophée des Champions 2008 avec le FC Sochaux-Montbéliard.
- Vainqueur de la Coupe de France en 2009 avec Guingamp.